# Bellaflora
Die Bellaflora Gartencenter Ges.m.b.H. (Eigenschreibweise bellaflora) ist die größte rein österreichische Gartenfachmarkt-Kette. Der Hauptsitz befindet sich im oberösterreichischen Leonding bei Linz.
Eigentümerin der Gartencenterkette ist Hilde Umdasch. Susanne Eidenberger ist Geschäftsführerin. Das Unternehmen gehört zur Sparte Einzelhandel.

## Geschichte

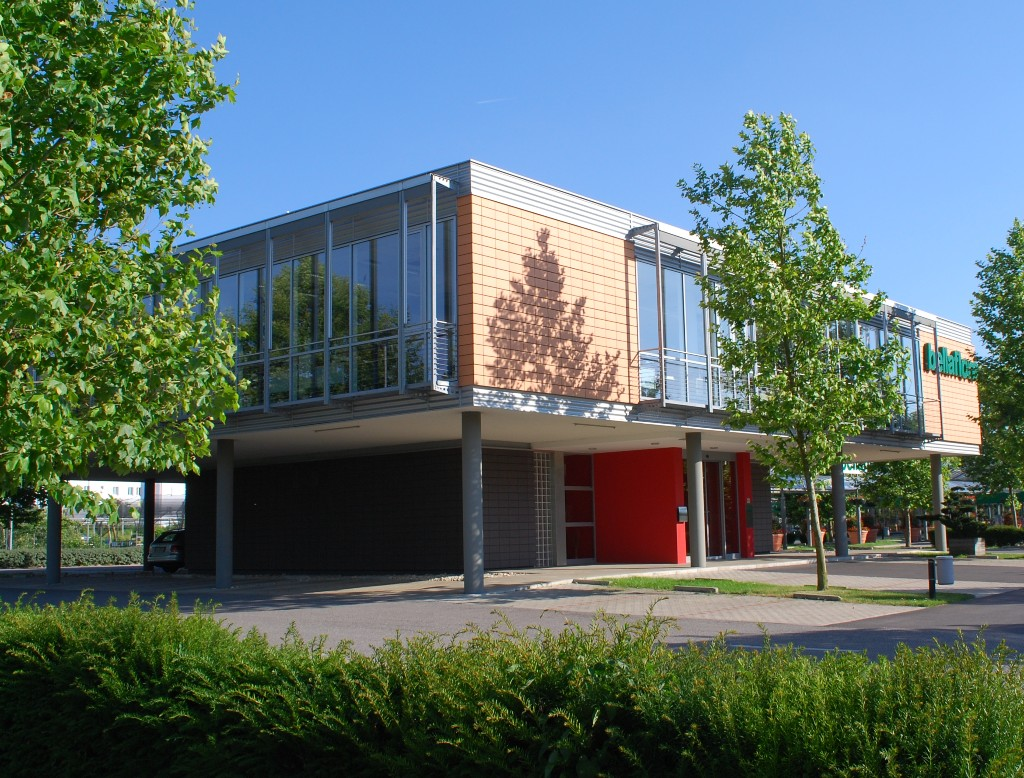
Zentrale in Leonding

Bellaflora wurde von einem regional tätigen Baumschulbetrieb in Ennsdorf (NÖ) gegründet. Das Unternehmen bezieht bis heute Pflanzen überwiegend bei regionalen Lieferanten. Das Unternehmen entstand, als sich Josef Umdasch, der Vater der heutigen Eigentümerin Hilde Umdasch, Anfang der 1970er Jahre an der Baumschule eines befreundeten Ehepaars in Ennsdorf beteiligte und mit seinem Unternehmen dort eine kleine Verkaufshalle errichtete. 1978 wurde in Linz das erste kleine Gartencenter nach dem damals im Pflanzenhandel noch neuartigen Selbstbedienungsprinzip errichtet. Die anderen ursprünglichen Miteigner stiegen später aus.
1986 wurde das erste große Bellaflora-Gartencenter im oberösterreichischen Wels erbaut. In rascher Folge entstanden seit Anfang der 1990er Jahre weitere Filialen. 2001 wurde direkt neben dem deutschen Orchideenzuchtbetrieb Demmel in Bad Aibling-Pullach (Oberbayern) die erste Bellaflora-Filiale in Deutschland eröffnet. Die Filiale in Bayern wurde Anfang März 2010 an das Gartencenter Mertin verpachtet. 2002 verlegte man die Unternehmenszentrale von Linz in einen Neubau nach Leonding. Bellaflora hat 26 Niederlassungen in sieben österreichischen Bundesländern.
2017 erzielte das Unternehmen mit rund 500 Beschäftigten einen Nettoumsatz von 83,3 Mio. Euro. Größter Mitbewerber ist neben den Gartencentern diverser Baumarkt-Ketten die seit 1996 auch in Österreich vertretene deutsche Gartencenter-Kette Dehner.
Seit November 2022 gibt es in Wien auch ein eigenes Stadtformat namens Salon Verde, mit dem sich das Unternehmen gezielt an Publikum in Großstädten richtet.